# The Singles Collection Volume 4
The Singles Collection Volume 4 é uma coletânea da banda britânica de rock Queen, lançada em edição limitada em 2010. O disco contém vários singles do grupo lançados de 1989 até 1999, juntamente com seus B-sides.

## Faixas
1. "The Miracle" – 5:03
2. "Stone Cold Crazy" (Live at the Rainbow '74) – 2:10

Disco 2
1. "Innuendo" – 6:33
2. "Bijou" – 3:37

Disco 3
1. "I'm Going Slightly Mad" – 4:25
2. "The Hitman" – 4:57

Disco 4
1. "Headlong" (versão single) – 4:35
2. "All God's People" – 4:22

Disco 5
1. "The Show Must Go On" – 4:32
2. "Queen Talks" – 1:43

Disco 6
1. "Bohemian Rhapsody" – 5:57
2. "These Are the Days of Our Lives" – 4:15

Disco 7
1. "Heaven for Everyone" (versão single) – 4:45
2. "It's A Beautiful Day" (versão single) – 3:58

Disco 8
1. "A Winter's Tale" – 3:53
2. "Rock In Rio Blues" (versão single no Reino Unido) – 4:35

Disco 9
1. "Too Much Love Will Kill You" – 4:22
2. "I Was Born to Love You" – 4:51

Disco 10
1. "Let Me Live" – 4:48
2. "We Will Rock You" (Live At Wembley '86) – 2:56
3. "We Are the Champions" (Live At Wembley '86) – 4:04

Disco 11
1. "You Don't Fool Me" (editada) – 3:56
2. "You Don't Fool Me" (versão no álbum) – 5:24

Disco 12
1. "No-One But You (Only The Good Die Young)" – 4:14
2. "We Will Rock You (The Rick Rubin 'Ruined' Remix)" – 5:02
3. "Gimme The Prize (Instrumental Remix for 'The eYe')" – 4:02

Disco 13
1. "Under Pressure" (Rah Mix) (Radio Edit) – 3:47
2. "Under Pressure" (Mike Spencer Remix) – 3:55
3. "Under Pressure" (Live At Knebworth) – 4:17